# Alfonso Capecelatro di Castelpagano
Alfonso Capecelatro di Castelpagano, C.O., francoski rimskokatoliški duhovnik, škof in kardinal, * 5. februar 1824, Marseille, Francija, † 11. november 1912, Capua, Italija.

## Življenjepis
29. maja 1847 je prejel duhovniško posvečenje.
20. avgusta 1880 je bil imenovan za nadškofa Capue; škofovsko posvečenje je prejel 28. oktobra 1880.
27. julija 1885 je bil povzdignjen v kardinala in imenovan za kardinala-duhovnika Ss. Nereo ed Achilleo. 15. januarja 1886 je postal kardinal-duhovnik S. Maria del Popolo.
Leta 1899 je postal knjižničar Vatikanske knjižnice.